# IC 4855
IC 4855 — галактика типу Scd () у сузір'ї Павич.
Цей об'єкт міститься в оригінальній редакції індексного каталогу.